# Afrikansk gök
Afrikansk gök (Cuculus gularis) är en fågel i familjen gökar inom ordningen gökfåglar.

## Utseende och läte
Afrikansk gök är en typisk Cuculus-gök med fjäderdräkt i grått och vitt, långa vingar och stjärt samt kraftfull falklik flykt. Arten är mycket lik göken, men har mycket mer gult på näbben så att den nästan täcker hälften. Den liknar även smågök och madagaskargök men är större och saknar kontrastrikt svart på stjärt och övergump. Fågeln är mycket ljudlig under häckningen, med distinkta "hoo-hao". 

## Utbredning och systematik
Fågeln förekommer i Afrika söder om Sahara, från Senegal i väster till Somalia i öster och Sydafrika i söder. Trots det mycket vida utbredningsområdet behandlas den som monotypisk, det vill säga att den inte delas in i några underarter.

## Levnadssätt
Afrikansk gök hittas i alla typer av savann och skogslandskap. Liksom många andra gökar är den en boparasit som lägger sina ägg i andra fåglars bon.

## Status
Arten har ett stort utbredningsområde och beståndet anses vara stabilt. Internationella naturvårdsunionen IUCN listar den därför som livskraftig (LC).